# Rottjärnarna (Rämmens socken, Värmland, 667418-139965)
Rottjärnarna är namnet på två intilliggande sjöar i Filipstads kommun, som ingår i Göta älvs huvudavrinningsområde. Denna artikel avser den sydligare av de två.